# Фрідріхског
Фрідріхског (нім. Friedrichskoog) — громада в Німеччині, розташована в землі Шлезвіг-Гольштейн. Входить до складу району Дітмаршен. Складова частина об'єднання громад Марне-Нордзе.
Площа — 53,96 км2. Населення становить 2558 ос. (станом на 31 грудня 2020).

## Галерея

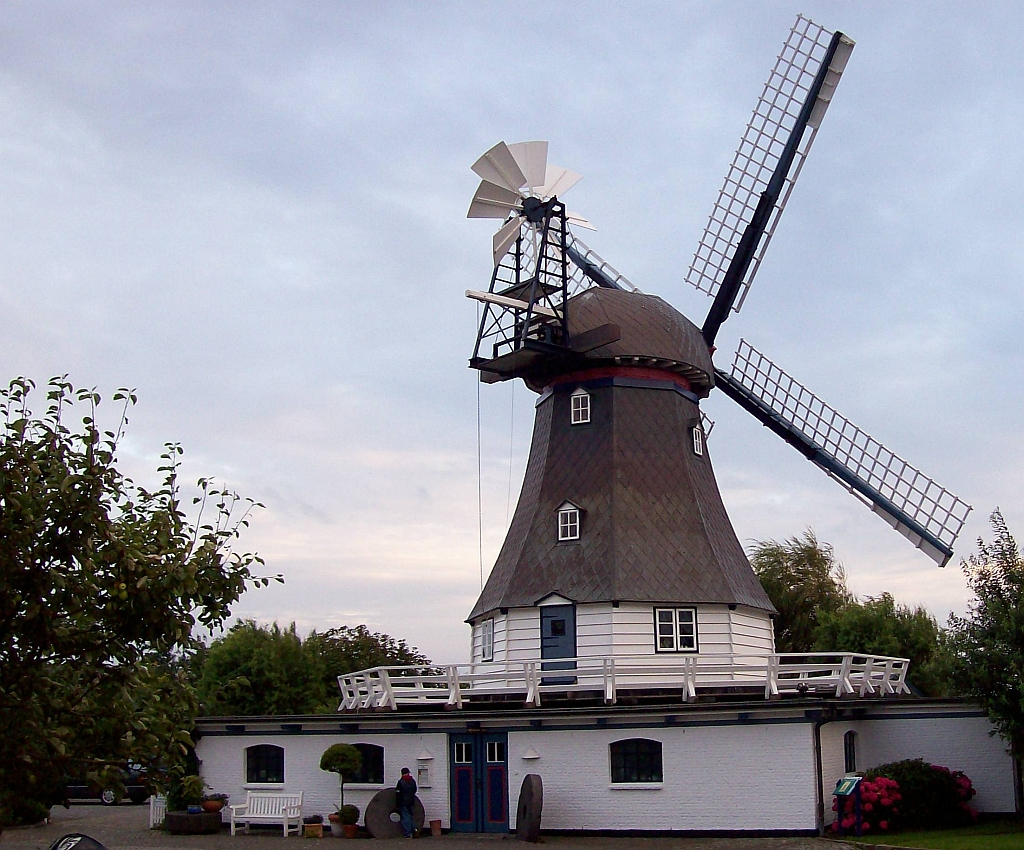
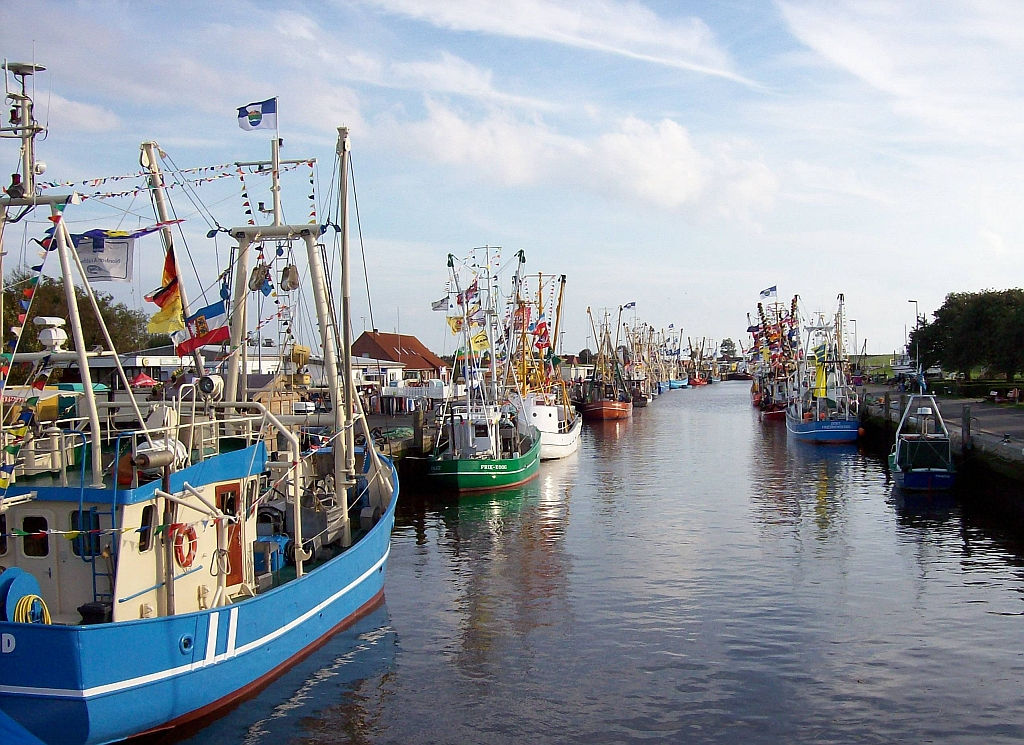